# الماس ۳۳
الماس ۳۳ یک فیلم حادثه‌ای ایرانی محصول سال ۱۳۴۶ به کارگردانی داریوش مهرجویی است. الماس ۳۳ که به صورت رنگی و به‌صورت پرده عریض (تکنی کالر، تکنی اسکوپ) ساخته شد، نخستین ساخته داریوش مهرجویی است.
فیلمنامه الماس ۳۳ با پیشنهاد رضا فاضلی، بر اساس داستان کوتاهی از کاظم سلحشور با عنوان "جین باند ۲۰۰۸" توسط داریوش مهرجویی و رضا فاضلی نوشته شده است.
الماس ۳۳ محصول استودیو پلازا به تهیه‌کنندگی رضا فاضلی، نصرت‌الله منتخب تهرانی (مدیر استودیو و سینما پلازا) و سرمایه‌گذاری آقای حی (از تاجرین بنام بازار تهران) می‌باشد.

## خلاصهٔ داستان
پرفسوری با فرمولی موفق می‌شود از نفت، نوعی الماس صنعتی بسازد. قرار بر این است که خواهرزاده پرفسور لیندا، که مأمور ضدجاسوسی است، این فرمول ایران بیاورد. اما پرفسور به قتل می‌رسد و گروهی از بدو ورود دختر به ایران کوشش می‌کنند الماس را به دست آورند. در این حال رانندهٔ جوانی اتفاقی وارد ماجرا می‌شود. او که به دنبال ماشین ربوده شده اش می‌باشد هدف دیگر تبهکاران واقع می‌شود. جوان با پیگیری و برخوردهای متعدد سرانجام موفق می‌شود که تبهکاران را تحویل قانون دهد.

## بازیگران
اسامی بازیگران فیلم الماس ۳۳ به شکل* و ترتیب نمایش در عنوان‌بندی آغازین فیلم:
1. رضا فاضلی به نقش رضا
2. نانسی کواک به نقش لیندا
3. تقی ظهوری به نقش ساکس
4. کنعان کیانی به نقش لافیا
5. کتایون [امیرابراهیمی] به نقش مهری
6. داریوش طلایی به نقش افراد ساکس
7. نادره (حمیده خیرآبادی) به نقش مادر رضا
8. ایران قادری
9. جواد تقدسی
10. حسن شاهین به نفش افراد ساکس
11. یدالله شیراندامی به نقش افراد لافیا
12. نرسی گرگیا به نقش افراد ساکس
13. منصور متین به نقش رئیس ضدجاسوسی
14. زکریا هاشمی به نقش هنریک
15. [عباس] مهردادیان
16. رفیع مددکار به نقش افراد لافیا
17. جهانگیر غفاری به نقش پلیس
18. اسماعیل فراهانی
19. صابر آتشین به نقش افراد ساکس
20. صنعان کیانی
21. حسن غفاری
22. محمود اقبالی
23. م. (محمد) فرزین
24. فرامرز قباد
25. فیروز داداش‌پور به نقش افراد لافیا
26. حسین گیل
27. حسین ملک‌پور
28. شهروز رامتین به تقش به نقش افراد ساکس
29. چنگیز
30. فرامرز محمودی به نقش افراد ساکس
31. گیزلا ناکس
32. مارینا متر به نقش دختر ساکس
33. گارلند مک‌راث
34. جین رمزی
35. فرنگیس
36. قوامپور
37. کیومرث محمودی
38. هوشنگ ضعیمی؟
39. محمد کنی
40. هوشنگ ییاتی؟
41. علی مهیار؟
42. عبدالله
43. وارطان آوانسیان
44. [علی] خلوصی
45. افسر محبت
46. نادر قانع
47. ناظمی
48. حسین شکری
49. ؟ موسوی؟
50. محمود پیراسته به نقش افراد ساکس (در تیتراژ نیامده)

* اسامی داخل کروشه و پرانتز در عنوان بندی یا پوستر درج نشده‌اند، به معنی که این بازیگران در زمان خود به این نامها شهرت داشته‌اند.

## نمایش فیلم
فیلم الماس ۳۳ برای بار نخست در تاریخ پنج‌شنبه ۵ بهمن ۱۳۴۶ خورشیدی در ۱۲ سینما در تهران و همزمان در شهرستانها به نمایش درآمد. این فیلم جایگزین فیلم شکوه جوانمردی در گروه سینمایی اونیورسال شد.
سینماهای نمایش‌دهنده فیلم الماس ۳۳ در تهران، در گروه سینمایی اونیورسال شامل ۱۲ سینمای اونیورسال، پاسیفیک، الوند، ایران، تهران، نپتون، ژاله، پاسارگاد، مونت کارلو، ادئون، پلازا و برنامه افتتاحیه سینما لیدو بودند.
سینماهای نمایش‌دهنده فیلم در شهرستانها شامل چهار باغ، حافظ و مهتاب در اصفهان، فردوسی و ایران در مشهد، آسیا و کریستال در تبریز بودند.
فیلم الماس۳۳، پس از دو هفته نمایش (۱۳ روز) در تهران، در گروه سینمایی اونیورسال در تاریخ چهارشنبه ۱۸ بهمن ۱۳۴۶ جای خود را به فیلم مرد بی‌ستاره در این گروه سینمایی داد. نمایش الماس ۳۳ برای هفته سوم و چهارم در سینما پلازا ادامه یافت و پس از ۱۳ روز نمایش، در تاریخ اول اسفند ۱۳۴۶ جای خود را به فیلم آمریکایی بیگانه‌ای در آغوشم (انگلیسی: Stranger in My Arms) داد.

## موسیقی فیلم
موسیقی متن فیلم ساخته مرتضی حنانه است که با همکاری فریدون ناصری ساخته شد و توسط ارکستر سمفونیک فارابی اجرا شده است.
همچنین صفحه ۴۵دوری از آهنگهای این فیلم توسط شرکت نوا منتشر شد؛ که شامل:
روی اول: ۱- دیوار موش داره، خواننده: مژگان، آهنگساز: عطاالله خرم، شعر: نوذر پرنگ ۲- شامیلو، تنظیم از فریدون ناصری
روی دوم: ۱- رقص عربی، تنظیم فریدون ناصری، ۲-های های رشید خان، تنظیم از مرتضی حنانه

## نقد و نظر
ساخته شدن الماس ۳۳ در ایران دههٔ ۱۳۴۰ حادثه‌ای در سینما محسوب می‌شد. مهرجویی به‌عنوان فیلم‌ساز جوانی که از آمریکا آمده بود و داشت اولین فیلمش را می‌ساخت، به‌خودی‌خود خبرساز بود، اما بودجهٔ دو میلیون تومانی فیلم که برای آن‌سال‌ها بسیار گزاف بود و حضور بازیگرانی خارجی از جمله نانسی کووَک، بازی‌گر تلویزیونی آمریکا که یکی دو فیلم سینمایی هم بازی کرده بود، و مسائل حاشیه‌ای دیگر مانند «خبر استریپ‌تیز کامل همین بازیگر (نانسی کووَک) برای نسخه‌ای از فیلم که قرار بود به ممالک اروپایی صادر شود، تا خبر کوکتل پارتی مجللی که به مناسبت پایان یافتن فیلمبرداری یک ساله ترتیب داده شده بود. دست به دست هم داد تا فیلم مورد توجه قرار گیرد هر چند فیلم دچار شکست تجاری شد اما به عنوان تجربه‌ای در تاریخ سینما مورد بررسی فراوان قرار گرفت و نقدهای متعددی در نشریات آن روزها دربارهٔ آن منتشر شد.